# Pseuderanthemum fasciculatum
Pseuderanthemum fasciculatum là một loài thực vật có hoa trong họ Ô rô. Loài này được (Oerst.) Leonard miêu tả khoa học đầu tiên năm 1938.